# Staying On
Gente in ombra (titolo orig. Staying on) è un romanzo di Paul Scott pubblicato nel 1977, anno in cui fu premiato con il Booker Prize. È la coda della tetralogia di romanzi scritti dall'autore inglese sulla fine dell'India Britannica.

## Trama
Il romanzo si incentra su Tusker e Lucy Smalley, personaggi apparsi negli ultimi due libri della tetralogia The Raj Quartet (The Towers of Silence e A Division of the Spoils), l'ultima coppia inglese rimasta nella piccola cittadina collinare di Pankot dopo l'indipendenza indiana. Tusker era stato promosso colonnello dell'Esercito dell'India Britannica, ma dopo esser stato costretto a congedarsi è entrato nel mondo del commercio, e la coppia si era trasferita altrove in India. Tuttavia, è tornato a Pankot per risiedere presso il Lodge, connesso allo Smith's Hotel. Questo, una volta l'hotel principale della città, è ora all'ombra dell'esuberante nuovo Hotel Shiraz, costruito da un consorzio di uomini d'affari indiani della vicina città di Ranpur.
Spetta a Lucy farsi strada tra l'ostinazione e l'ottusità del marito e le sempre più pressanti richieste di transizione dell'India alla modernità. Lei cerca anche di mantenere una certa continuità nella sua vita, attraverso la corrispondenza con le sue vecchie conoscenze (personaggi del Raj Quartet), come Sarah Layton, che si sono trasferiti in Inghilterra. È chiaro come lei incolpi Tusker di voler rimanere, e mentre a un certo punto si sarebbero potuti permettere di tornare in Inghilterra, ora non ne è più certa.

## Adattamento
Nel 1980, dal romanzo fu tratto un film per la televisione da Granada TV, interpretato da Trevor Howard e Celia Johnson, la celebre coppia di attori protagonista, 35 anni prima, di Breve incontro. La realizzazione della versione TV portò poi alle successive trasposizioni anche degli altri libri del Raj Quartet.

## Edizione italiana
- Gente in ombra, trad. M. P. Chiodi, a cura di O. Bramani, Collana Sguardi, Bergamo, Lubrina Bramani Editore, 2001, ISBN 978-88-776-6239-2.